# Айзли, Рональд
Рональд Айзли (род. 21 мая 1941 года) — американский музыкант, автор песен, продюсер и актёр.

## Биография

### Ранние годы
Рональд Айзли родился в 1941 году в семье Салли Бернис (урожденная Белл) и О’Келли Айзли-старшего. Айзли был третьим из шести братьев (О’Келли Айзли-младший, Рудольф Айзли, Рональд, Вернон Айзли, Эрни Айзли, Марвин Айзли). Рональд, как и многие его братья и сестры, начал свою карьеру в церкви. Айзли начал петь в возрасте двух лет, выиграв военный залог в размере 25 долларов за пение на духовном конкурсе в Союзной баптистской церкви. К семи годам Айзли пел на сцене в таких местах, как Regal Theater в Чикаго, вместе с Диной Вашингтон и несколькими другими знаменитостями.
В раннем подростковом возрасте Айзли регулярно пел со своими братьями в церковных турах, а также впервые появился на телевидении в программе «Час любителя» Теда Мака.

### Карьера
В 1957 году 16-летний Айзли и два его старших брата О’Келли и Руди, которым тогда было 19 и 18 лет, переехали в Нью-Йорк, чтобы продолжить музыкальную карьеру. Находясь в Нью-Йорке, Айзли и его брат начали записывать ду-воп для местных лейблов, прежде чем в 1959 году заключили крупный контракт с RCA Records, где трио написало и выпустило свой дебютный сингл «Shout». К лету 1959 года семья Айзли переехала из Цинциннати в дом в Энглвуде, штат Нью-Джерси.
На протяжении большей части существования Isley Brothers, Рональд оставался постоянным участником группы, а также ведущим вокалистом на протяжении большей части срока пребывания в группе, время от времени разделяя лидерство со своими старшими братьями. В 1969 году Айзли вместе со своими братьями реформировал T-Neck Records, чтобы продюсировать себя без контроля звукозаписывающих лейблов, и сформировал лейбл вскоре после того, как закончил короткое пребывание в Motown. В 1973 году стиль и звучание группы резко изменились после выпуска альбома 3 + 3. Младшие братья помогали братьям с конца 1960-х годов. К середине 1970-х Айзли жил в Тинеке, штат Нью-Джерси.
После смерти Келли Айзли в 1986 году и ухода Руди Айзли, чтобы осуществить мечту о служении в 1989 году, Рональд продолжил с именем Isley Brothers либо в качестве сольного исполнителя, либо с помощью младших братьев группы, в первую очередь Эрни Айзли. В 1990 году Айзли попал в десятку лучших дуэтов с Родом Стюартом с кавером на хит его братьев «This Old Heart of Mine (Is Weak for You)», а в 2003 году Рональд записал сольный альбом Here I Am: Bacharach Meets. Кроме того, Рон Айзли стал популярным исполнителем хитов для R. Kelly, Warren G, 2Pac и UGK. Айзли выпустил свой первый сольный альбом Mr. I 30 ноября 2010 года. В альбом вошел первый сингл «No More». Он дебютировал под номером 50 в Billboard 200, было продано 22 243 экземпляра. Это был его первый сольный альбом, попавший в этот чарт.
В 2010 году Айзли получил премию «Legend Award» на музыкальной премии Soul Train Music Awards. В 2013 году Рональд выпустил свой второй сольный альбом This Song Is For You. Рональд был номинирован на премию Soul Train Music Awards в номинации «Независимый исполнитель R & B / соул». В 2014 году Рональд сыграл эпизодическую роль в музыкальном клипе на песню Кендрика Ламара «i».

## Личная жизнь
Айзли женился на Маргрет Тинсли в 1960 году, а в 1969 году у них родилась дочь Тиа Айзли.
В 1993 году он женился на певице Анджеле Винбуш в Лос-Анджелесе, штат Калифорния. Они незаметно развелись в начале 2002 года.
В сентябре 2005 года он женился на певице Канди Джонсон из дуэта JS / Johnson Sisters. Их сын, Рональд Айзли-младший, родился в декабре 2007 года.